# Söderberg & Haak AB

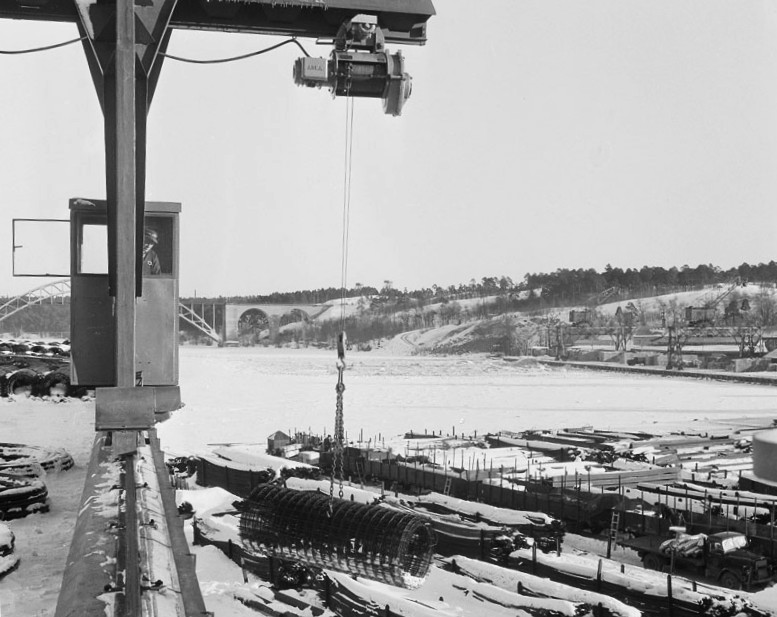
Söderberg & Haaks magasin i Marievik vid Årstaviken i Stockholm, 1956.

Söderberg & Haak AB (S & H) var ett grossistföretag för stålprodukter bildat 1866 av Per Söderberg. Under moderbolagets Ratos ledning fusionerades Söderberg & Haak 1976 med konkurrenten AB Odelberg & Olson (inom Tibnorinvest-koncernen) till Tibnor AB. Sedan 1979 ingår Tibnor i SSAB.

## Historik

### Söderberg & Haak bildas

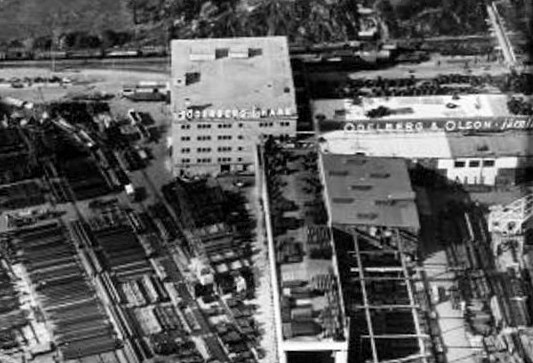
Söderberg & Haak och konkurrenten Odelberg & Olson (t.h.) i Marievik.

År 1866 inregistrerades Handelsbolaget Söderberg & Haak, Sveriges första enskilda grossist för järn och järnmanufaktur. Initiativtagare var den före detta smidesmästaren vid Garpenbergs bruk, Per Söderberg och dennes vän  bruksbokhållaren Leonard Haak. Haak lämnade emellertid företaget ganska snart, namnet fick dock stå kvar. Verksamheten var till att börja med inrymd i ett par rum i fastigheten Köpmantorget 1 i Stockholm. När Per Söderberg avled 1881 vid 45 års ålder efterlämnade han den 36-åriga änkan Göta samt barnen Per Johan, Olof och Anna. De var då tolv, nio respektive fyra år gamla. 
Göta Söderberg blev ägare till Söderberg & Haak och hon säkrade företagets överlevnad som familjeföretag. Hennes förhoppning var troligtvis att någon av sönerna kunde överta firman någon gång i framtiden. Snart flyttade man till större lokaler och 1891 kunde ett nytt storlager tas i bruk i ett gammalt sockerbruk vid Söder Mälarstrand i Stockholm. När firman ombildades till aktiebolag vid årsskiftet 1905/1906 blev de båda bröderna Olof A Söderberg och Per Johan Söderberg styrelseordförande respektive verkställande direktör.

### Verksamheten växer

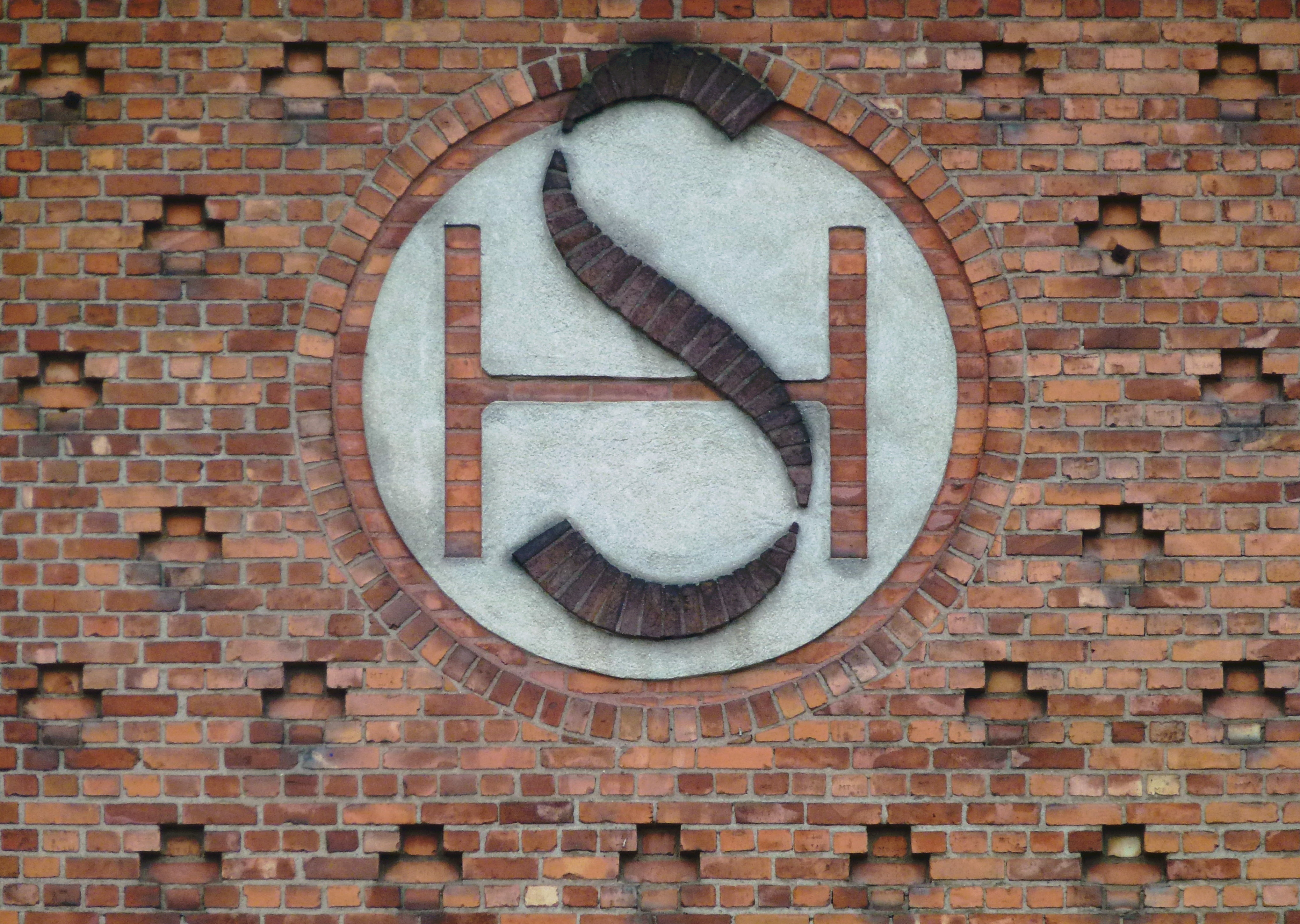
Söderg & Haaks tidigare byggnad i Marievik med varumärket "SH" i tegelväggen.

Inledningsvis var inriktningen på firman grossistverksamhet inom järn och stål, men företaget diversifierade sig så småningom och började bl.a. sälja jordbruksredskap. Denna del av verksamheten växte och 1898 bildades en särskild avdelning för lantbruksmaskiner. Lagerrörelsen började från denna tid byggas ut på allvar vid sidan om den rena försäljningsverksamheten, och i början av 1920-talet etablerades ett nytt stållager vid Liljeholmen. Att lagerverksamheten förlades dit betydde att man nu kunde distribuera varorna via järnväg, bil eller båt.

### Ratos bildas och S & H blir dotterbolag

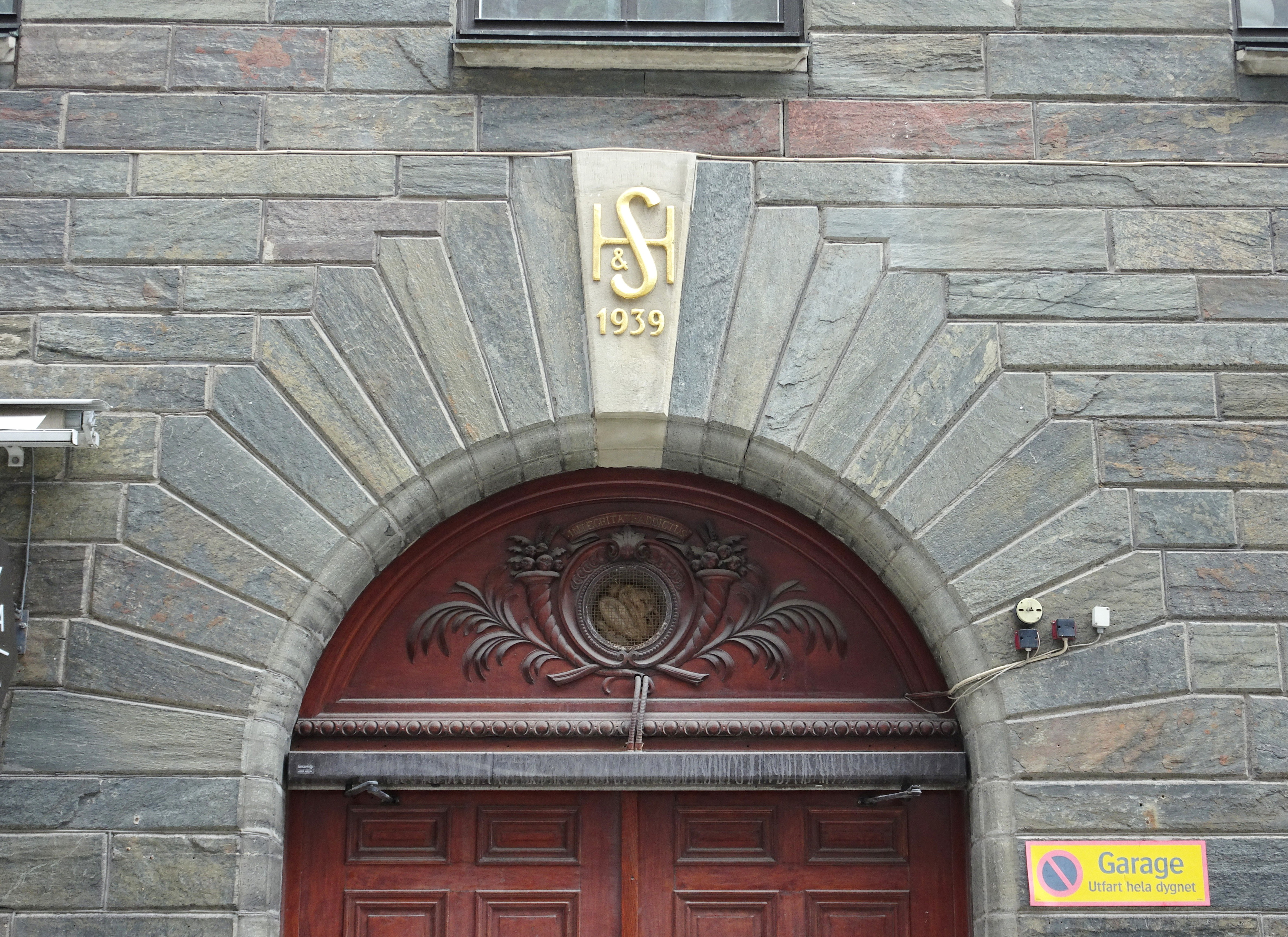
Bolagets varumärke på fasaden till Adelswärdska huset.

Under bröderna Ragnar och Torsten Söderbergs ledning bildades systerbolaget Ratos (RAgnar och TOrsten Söderberg) 1934 i avsikt att bygga upp en värdepappersportfölj. År 1947 gjordes Söderberg & Haak om till dotterbolag till Ratos, som börsintroducerades 1954. Under tiden hade Ratos värdepappersportfölj växt och större aktieinnehav fanns nu i Trafik AB Grängesberg-Oxelösund (nuvarande SAPA), Kopparfors AB, Holmens Bruk AB och Sveriges Litografiska Tryckerier (SLT) (nuvarande Esselte). År 1960 bildades Torsten och Ragnar Söderbergs Stiftelser. Avkastningen från dessa bestämdes att gå till vetenskaplig forskning och undervisning i ekonomi, medicin och rättsvetenskap.

### Tibnor AB bildas
År 1976 förvärvade Ratos konkurrenten AB Tibnorinvest med vilken man lät sammanföra sin stålgrossistverksamhet till Tibnor AB. I samband med detta frånsåldes lantbruksmaskinavdelningen och Söderberg & Haak Maskin AB bildades. Fyra år senare, 1980, förvärvades Tibnor av SSAB.